# Boljevac Selo
Boljevac Selo (cyr. Бољевац Село) – wieś w Serbii, w okręgu zajeczarskim, w gminie Boljevac. W 2011 roku liczyła 277 mieszkańców.